# Caijiaqiao
Caijiaqiao är en köping i östra Kina. Den ligger i Jingde härad i staden Xuancheng i provinsen Anhui, omkring 200 kilometer sydost om provinshuvudstaden Hefei. Antalet invånare är 11 890. Befolkningen består av 5 543 kvinnor och 6 347 män. Barn under 15 år utgör 11,0 %, vuxna 15-64 år 74 %, och äldre över 65 år 14,0 %.